# Pałac Sportu w Baku
Pałac Sportu w Baku (azer. Bakı İdman Sarayı) – hala widowiskowo-sportowa w Baku, stolicy Azerbejdżanu. Została otwarta w 1974 roku. Może pomieścić 1736 widzów.
Hala została otwarta w 1974 roku. Pojemność hali wynosiła 1100 widzów i służyła ona głównie do gry w siatkówkę. Przed I Igrzyskami Europejskimi w 2015 roku obiekt został gruntownie zmodernizowany, m.in. pojemność areny została zwiększona do 1736 widzów. Podczas igrzysk europejskich w hali odbyły się zawody w badmintonie oraz tenisie stołowym. W 2017 roku w arenie rozegrano zawody w karate, taekwondo i wushu w ramach igrzysk solidarności islamskiej, a w 2019 roku mecze piłki ręcznej w ramach letniego olimpijskiego festiwalu młodzieży.